# 파코 데 루시아역
파코 데 루시아 역(스페인어: Paco de Lucía)은 마드리드 지하철 9호선의 시종착역이자, 세르카니아스 마드리드의 C3호선, C7호선, C8호선이 다니는 환승역이다. 마드리드 푸엥카랄엘파르도 구 미라시에라 지역의 코스타 브라바 거리에 위치해 있다. 요금구역 상으로는 A구역에 속한다.

## 역사
2015년 3월 25일 9호선이 미라시에라 역에서 1.4km가량 북쪽으로 연장됨에 따라 문을 열었다. 이로써 9호선은 총연장 40km에 30개 역으로 마드리드 남북을 잇는 장거리 노선이 되어, 마드리드 지하철에서 가장 긴 노선 중 하나가 되었다. 2018년 2월 5일에는 지하철역 위에 세르카니아스 마드리드 역이 완공되어, C3호선, C7호선, C8호선이 다니게 되었다.
처음에는 근처 거리 이름을 따서 '코스타 브라바 역'으로 계획되어 있었지만, 2014년 2월 25일 스페인의 유명 음악가 파코 데 루시아가 사망하면서 그를 추모하는 의미에서 역명을 바꿨다. 역내에는 마드리드 지하철역으로는 최초로 거리예술 작품이 설치되어 있다. 오쿠다와 로시333이라는 이름의 아티스트와 건축가 안토니오 마레스트가 협력해 설치한 마드리드 스트리트 아트 프로젝트의 일환으로 설치된 것이다.

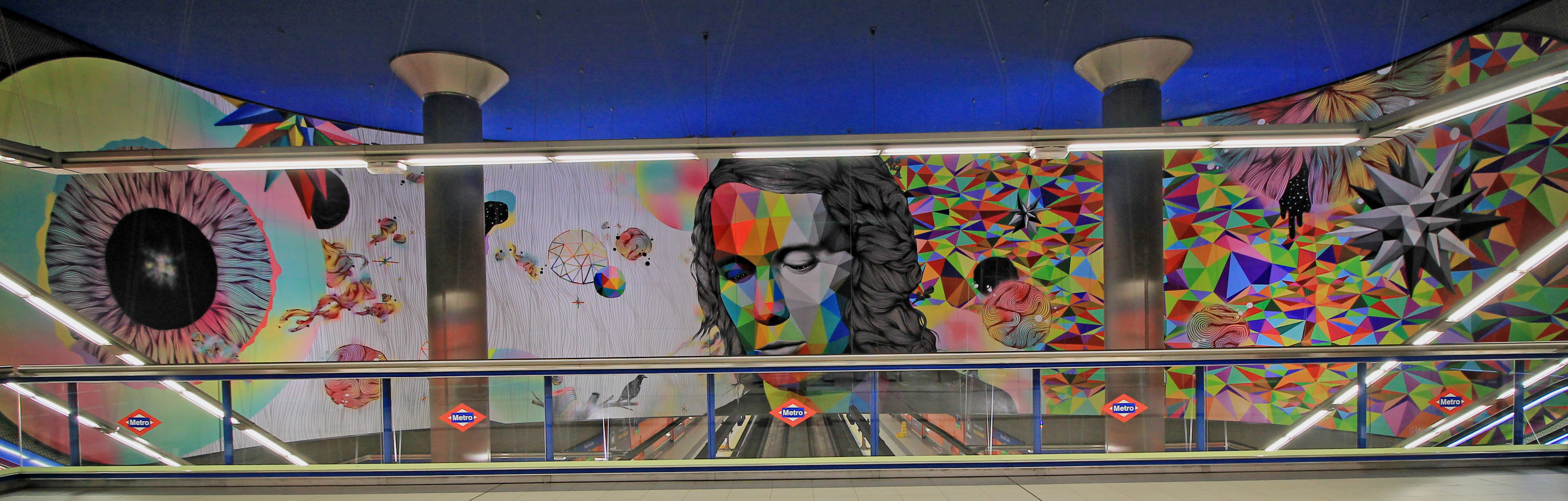
역 내부 벽화

## 환승 정보
지하철과 세르카니아스 노선 외에도 아빌라와 세고비아, 마드리드 아토차를 잇는 중거리 노선도 있다.
역 주변에 버스 정류장이 두 곳 있다.
버스
- 시내버스
  - 134, 178번 노선 (주간)
  - N23번 노선 (야간)

지하철과 세르카니아스
| 마드리드 지하철          | 마드리드 지하철       | 마드리드 지하철                 |
| ------------------------ | --------------------- | ------------------------------- |
| 시·종착역                | 마드리드 지하철 9호선 | 미라시에라 아르간다 델 레이     |
| 세르카니아스 마드리드    |                       |                                 |
| 피티스 엘 에스코리알     | C3호선                | 라몬 이 카할 아랑후에스         |
| 피티스 푸엔테 데 라 모라 | C7호선                | 라몬 이 카할 알칼라 데 에나레스 |
| 피티스 엘 에스코리알     | C8호선                | 라몬 이 카할 과달라하라         |